# Dionne Bromfield
Dionne Julia Bromfield (născută pe 1 februarie 1996 în Londra) este o cantautoare și actriță engleză care a câștigat notorietate în 2009, odată cu lansarea primului său album de studio numit Introducing Dionne Bromfield, dar și în urma participării la emisiunea televizată Strictly Come Dancing.